# Wellington City
Wellington City – obszar aglomeracji Wellington, na którym żyje 192,800 (według danych z lipca 2008) ludzi, która wchodzi w skład regionu Wellington i jest jednym z jej kilku dystryktów. Obszar ten obejmuje tereny od miejscowości Linden na północy do wiejskich terenów miejscowości Makara i Ohariu na południu. Miasto składa się z ponad 60 dzielnic wchodzących w skład przedmieść.

## Przedmieścia

### Northern Ward
- oficjalne: Broadmeadows; Churton Park; Glenside; Grenada; Grenada North; Horokiwi; Johnsonville; Khandallah; Newlands; Ohariu; Paparangi; Tawa; Takapu Valley; Woodridge
- nieoficjalne: Greenacres; Redwood; Linden

### Onslow-Western Ward
- oficjalne: Karori; Northland; Crofton Downs; Kaiwharawhara; Ngaio; Ngauranga; Makara; Makara Beach; Wilton.
- nieoficjalne: Cashmere; Chartwell; Rangoon Heights; Te Kainga

### Lambton Ward
- oficjalne: Brooklyn; Aro Valley; Kelburn; Mount Victoria; Oriental Bay; Te Aro; Thorndon; Wadestown; Highbury; Pipitea; Roseneath
- nieoficjalne: Mitcheltown; Taitville

### Southern Ward
- oficjalne: Berhampore; Island Bay; Newtown; Vogeltown; Houghton Bay; Kingston; Mornington; Mount Cook; Owhiro Bay; Southgate* informal: Kowhai Park

### Eastern Ward
- oficjalne: Hataitai; Lyall Bay; Kilbirnie; Miramar; Seatoun; Breaker Bay; Karaka Bays; Maupuia; Melrose; Moa Point; Rongotai; Strathmore
- nieoficjalne: Crawford; Seatoun Bays; Seatoun Heights; Miramar Heights; Strathmore Heights.